# DB Netze

Marchio DB Netze

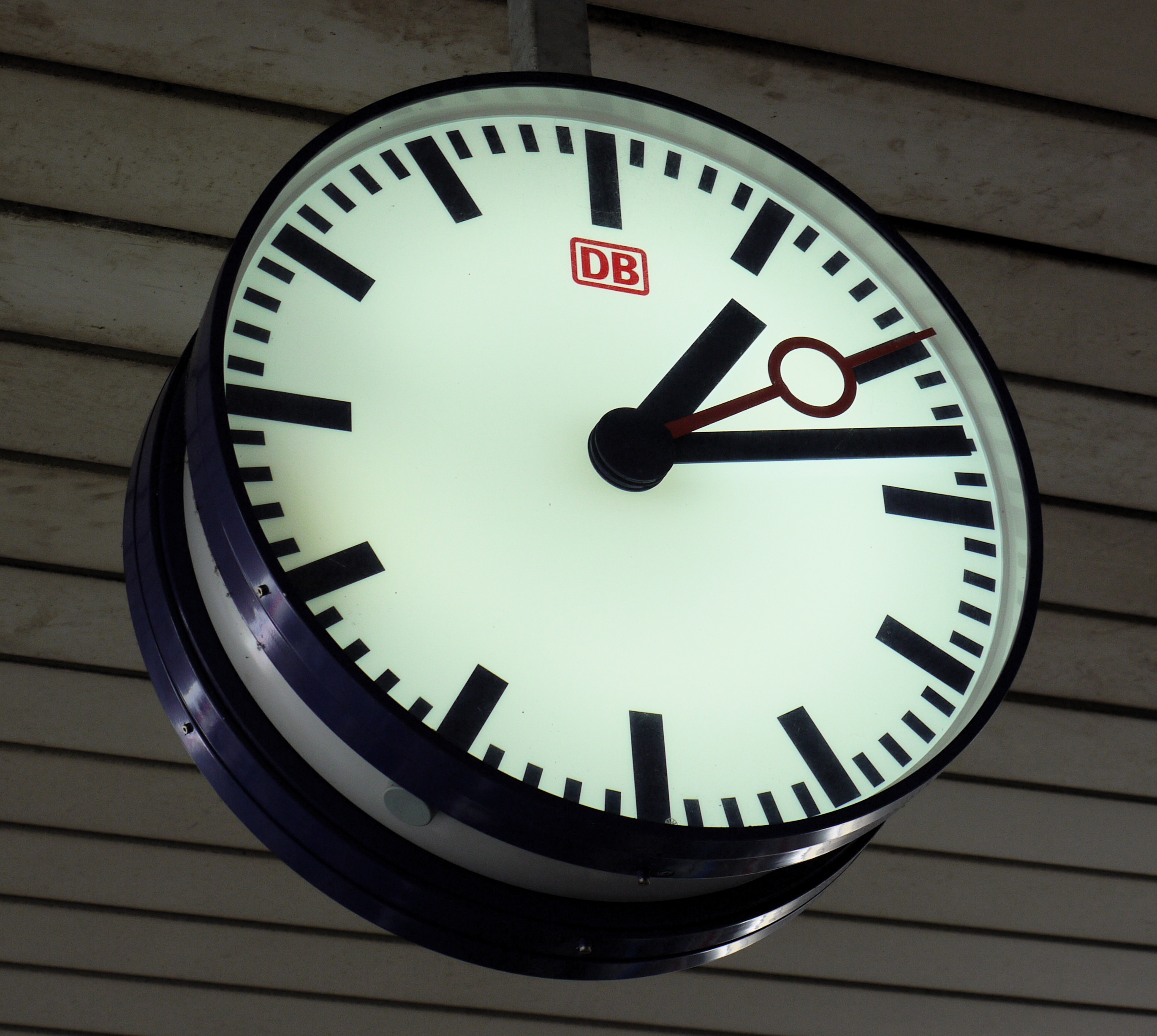
Orologio della Stazione badese di Basilea, che, sebbene si trovi a Basilea, in Svizzera, è di proprietà di DB.

DB Netze è un marchio della holding ferroviaria nazionale tedesca Deutsche Bahn (DB).

## Storia
Il marchio è stato costituito nel dicembre 2007 insieme a DB Schenker, società dedicata alla logistica e alle merci e DB Bahn, società dedicata al servizi passeggeri.
L'intento originale di DB Netze era quello di dedicarsi alla realizzazione, manutenzione e alla realizzazione di un insieme di servizi dedicati all'infrastruttura ferroviaria.
Nel giugno 2008, tuttavia, alla luce della prevista divisione dei servizi ferroviari, prevista a seguito della liberalizzazione del trasporto ferroviario in Europa, il consiglio di amministrazione di DB ha deciso di separare le società di trasporto dal marchio DB Netze e di lasciarlo solo come marchio dedicato all'infrastruttura. Deutsche Bahn AG: 
 I fornitori di servizi sono ora raggruppati all'interno dell'area commerciale DB Dienstleistungen sotto il marchio DB.
Oggi DB Netze comprende le seguenti aree di business:
- DB Netze Fahrweg
  - DB Netz
  - RegioNetz
  - Deutsche Umschlaggesellschaft Schiene-Straße
  - DB Fahrwegdienste
- DB Netze Personenbahnhöfe
  - DB Station&Service
- DB Netze Energie
  - DB Energie

e dal 2016 
- DB Netzé Projektbau
  - DB ProjektBau

DB Station&Service gestisce circa 5.400 stazioni con 2.400 edifici. Fornisce servizi ai passeggeri, noleggia immobili nelle stazioni e commercializza le fermate delle stazioni anche per altre compagnie ferroviarie.